# Subprefectura de Shiribeshi

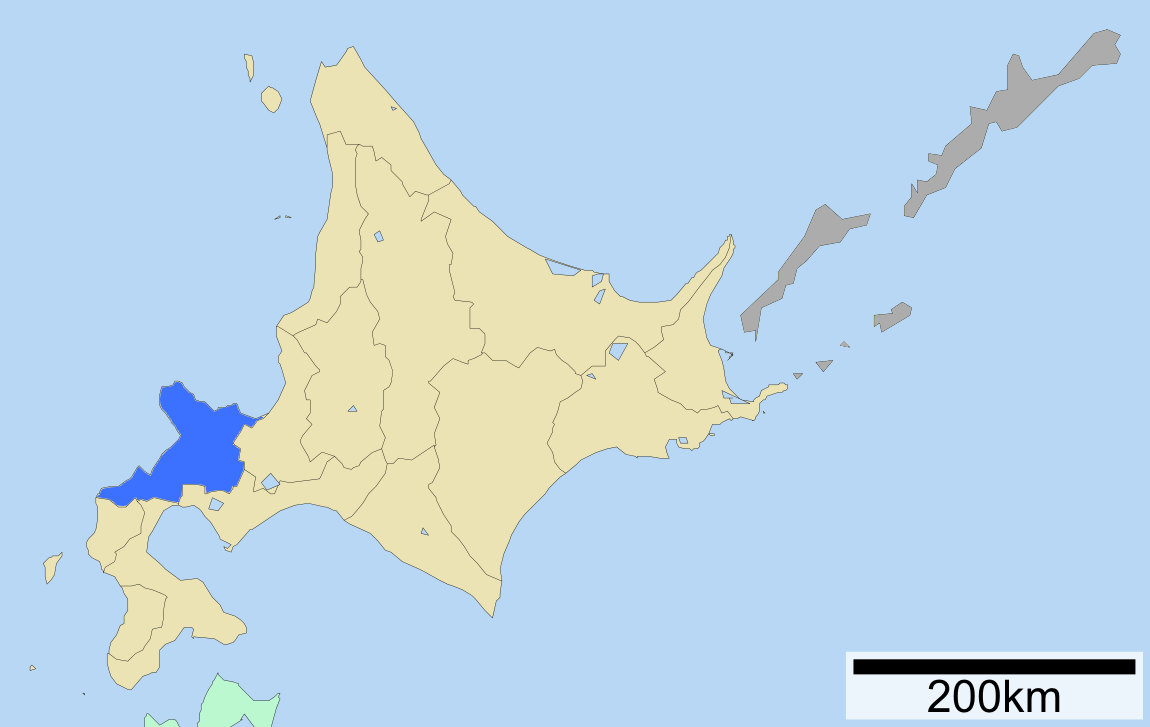
Subprefectura de Shiribeshi en Hokkaidō.

Shiribeshi (後志総合振興局 Shiribeshi-sōgō-shinkō-kyoku?) es una subprefectura de Hokkaidō, Japón.  En 2004 tenía una población estimada de 256 184 y una área de 4305.65 km².

## Ciudades
- Otaru